# Công ty Vissan
Công ty VISSAN là một Doanh nghiệp Nhà nước trực thuộc Tổng Công ty Thương mại Sài Gòn (Satra), được xây dựng vào ngày 20-11-1970 và đi vào hoạt động sản xuất từ ngày 18-05-1974. Hoạt động của công ty chuyên về sản xuất kinh doanh thịt gia súc tươi sống, đông lạnh và các mặt hàng thực phẩm chế biến từ thịt.

## Lịch sử hình thành
- Công ty TNHH Một Thành viên Việt Nam Kỹ Nghệ Súc Sản (VISSAN) là một doanh nghiệp thành viên của Tổng Công ty Thương mại Sài Gòn công ty TNHH Một Thành viên Việt Nam Kỹ Nghệ Súc Sản hoạt động trong lĩnh vực công nghệ giết mổ gia súc, đảm bảo các tiêu chuẩn vệ sinh, cung cấp thịt tươi sống cho nhu cầu của nhân dân Thành phố. Sau đó, Công ty đã tham gia xuất khẩu thịt đông lạnh sang thị trường Liên Xô và các nước Đông Âu.
- Vào những năm cuối của thập niên 80, công ty đã chuyển hướng sản xuất, đầu tư trang thiết bị, bắt đầu từ thị trường nội địa, đa dạng hoá sản phẩm, mở rộng kênh phân phối, xây dựng chiến lược sản phẩm, giá cả phù hợp với thị hiếu và thu nhập của người dân.
- Hiện nay một số sản phẩm chế biến đã được xuất khẩu sang các nước Nga, Đông Âu, châu Á...

## Ngành nghề kinh doanh
Hoạt động của công ty chuyên về sản xuất, chế biến và kinh doanh các sản phẩm thịt heo trâu bò, thịt gia cầm tươi sống và đông lạnh, hải sản, sản phẩm thịt nguội cao cấp sản phẩm xúc xích, sản phẩm chế biến, sản phẩm đóng hộp, trứng gà, vịt. Kinh doanh các mặt hàng công nghệ phẩm và tiêu dùng khác. Sản xuất kinh doanh heo giống, heo thịt, bò giống, bò thịt. Sản xuất, kinh doanh thức ăn gia súc. Dịch vụ kỹ thuật về chăn nuôi heo, bò. Kinh doanh ăn uống. Kinh doanh nước trái cây, lương thực chế biến. Sản xuất kinh doanh rau củ quả các loại, rau quả chế biến, các loại gia vị và hàng nông sản.

## Thị trường

### Nội địa

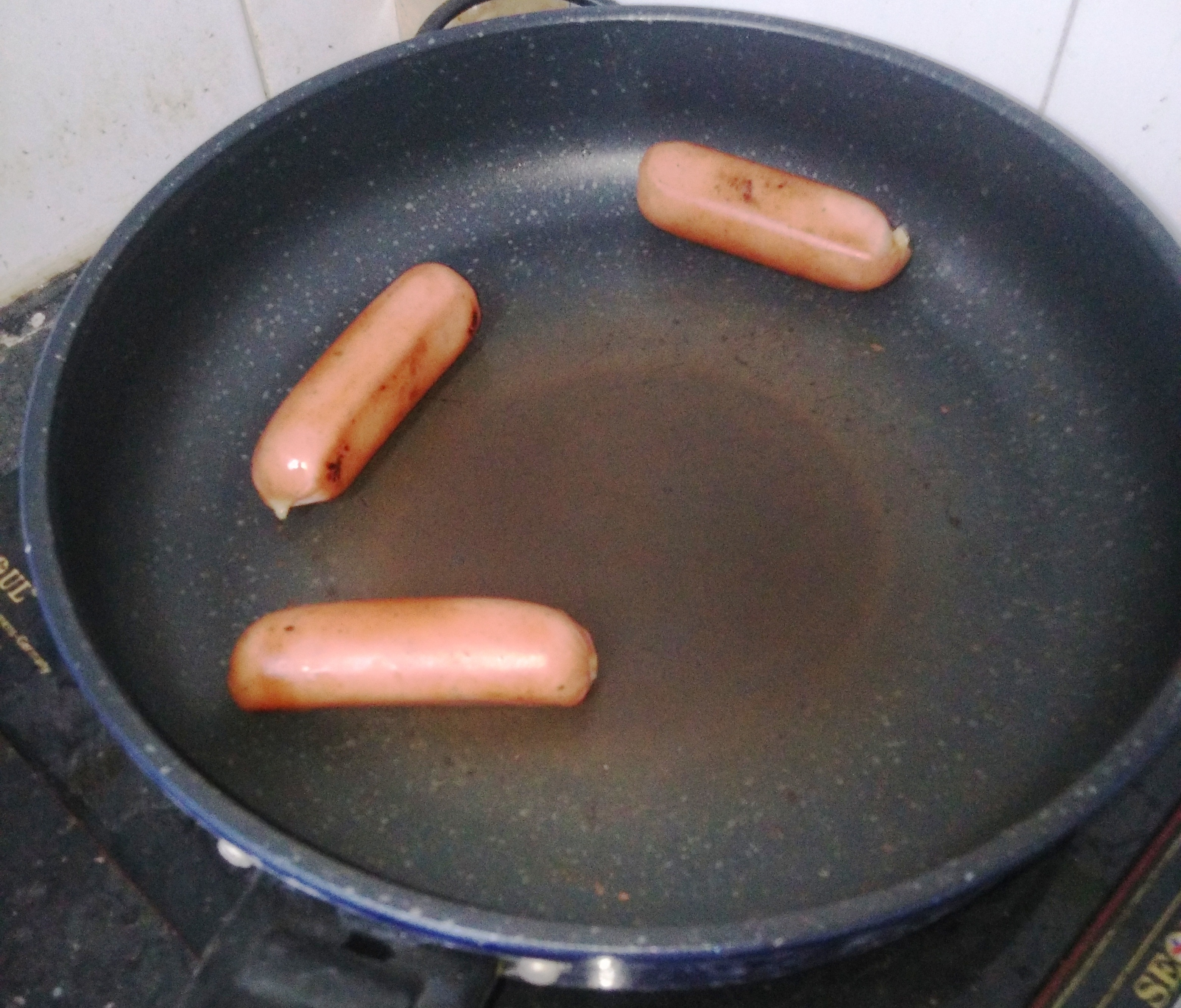
Một sản phẩm xúc xích tiệt trùng của Vissan được tiêu dùng trong gia đình

Các sản phẩm thịt heo, trâu bò tươi sống và đông lạnh, các sản phẩm chế biến từ thịt như thịt nguội cao cấp, xúc xích tiệt trùng, thực phẩm đóng hộp, các sản phẩm chế biến, sản phẩm rau củ quả là mặt hàng bán trong nội địa chủ yếu.

### Xuất khẩu
- Các sản phẩm chế biến đông lạnh, sản phẩm chế biến, sản phẩm chế biến từ thịt, rau củ quả, hải sản... sang thị trường Bắc Mỹ, Úc, Hàn Quốc, Đài Loan, Singapore, Đức, Nga...
- Thịt heo, bò đông lạnh sang thị trường Nga và các nước.
- Xuất khẩu ủy thác cho các đối tác.
- Nhập khẩu ủy thác, nhập khẩu máy móc trang thiết bị, nguyên liệu, phụ liệu, gia vị... phục vụ cho nhu cầu sản xuất chế biến.